# 自然搜尋
自然搜尋（英文：organic search）是描述全球資訊網網站不付費給搜尋引擎做廣告而讓網站使用者通過搜索引擎「內在」的搜索功能找到該網站的一種方式。自然搜尋不同於點擊付費（pay-per-click）廣告方式，後者是經付費讓廣告突顯在搜尋結果的手段。